# 9854 Karlheinz
9854 Karlheinz (1991 AC3) là một tiểu hành tinh vành đai chính được phát hiện ngày 15 tháng 1 năm 1991 bởi F. Borngen ở Tautenburg.